# Taringgul Landeuh
Taringgul Landeuh is een bestuurslaag in het regentschap Purwakarta van de provincie West-Java, Indonesië. Taringgul Landeuh telt 1854 inwoners (volkstelling 2010).